# Алфред Краус
Алфред Краус (Задар, 26. април 1862 — Бад Гоизерн, 29. септембар 1938) је био аустроугарски генерал пешадије. Краус је касније постао председник националног удружења немачких официра у Бечу и посланик НСДАП и СА командант.

## Биографија
Након завршене школе у Вршцу и Шопрону као и у Тешину уписао је војну школу у Храници на Морави, а своје школовање окончао у Винер Нојштату. Дана 18. августа 1883. године је упућен у пешадијску регименту 11. Од 1886. до 1888. године похађао је војну школу у Бечу. У новембру 1888. постављен је за генералштабног официра 20 пешадијске бригаде. Године 1891. Краус је постављен као командант генералштаба 5. корпуса у Братислави. Године 1894. постаје наставник тактике на Терезијаниној војној академији у Винер Нојштату. 1897. године бива постављен за команданта генералштаба 2. пешадијске дивизије у Јасолаву а она 33. пешадијске дивизије у Коморну.
У новембру 1901. постаје командант батаљона а 1904. командант трећег сектора техничког војног комитета у Бечу. У октобру 1910. постављен је за команданте војне школе у Бечу.
Од августа 1914. командант је 29. пешадијске дивизије на српском ратишту. У септембру постављен је на чело комбинованог „Генреал Алфред Краус“ корпуса. У децембру постаје генералштабни командант балканских снага. У мају 1915. године постављен је на за генералштабног команданта југозападног фронта. Године 1917. постављен је за команданта првог корпуса, а 1918. Источне армије. Након рата бива пензионисан.
Године 1920. постаје председник националног удружења немачких официра у Бечу.
Од априла 1938. до своје смрти исте године био је посланик за Аустрију у Рајхстагу. У СА је имао чин бригадног команданта.

## Објављење књиге
- , Беч 1901.
- , Салцбург 1920.
- , Минхен 1920.
- , 1921.
- , Хановер 1923.
- , Минхен 1923.
- , Минхен 1926.
- Der Irrgang der deutschen Königspolitik, Минхен 1927.
- , Берн 1931.
- , Минхен 1932.
- , 1935.
- , Минхен 1936.